# Don’t You Worry Child
Don’t You Worry Child — сингл шведской электронно-танцевальной группы Swedish House Mafia. Он являлся шестым и последним в релизе перед прощальным туром One Last Tour, после которого последовал распад проекта.

## История
Swedish House Mafia анонсировала трек «Don’t You Worry Child» во время выступления на Future Music Festival в Австралии в начале 2012 года. Участники рассказывали, что на этот трек вдохновила красота и загадочность природы Австралии. Название Don’t You Worry Child также несколько раз было упомянуто, в том числе на страницах участников группы в Твиттере. Когда было объявлено, что новый тур будет прощальным, солисты рассказали, что туда войдет прощальный сингл из альбома Until Now. Первое живое испольнение трека было на фестивале Milton Keynes Bowl в Великобритании, а радио-дебют состоялся на BBC Radio 1 во время программы Pete Tong'a 10 августа 2012 года.
Песня была написана Джоном Мартином и Максом Кеннеди, и ноты можно было бесплатно скачать как PDF-файл.

## Продажи
В Великобритании «Don’t You Worry Child» дебютировал на первом месте с 135 000 проданными копиями за первую неделю. А в общей картине, в 2012 году в Великобритании было продано 638 000 копий, что позволило занять 13-е место в списке самых продаваемых синглов года.
В США «Don’t You Worry Child» стал большим хитом, заняв 6-е место в Billboard Hot 100, таким образом попав в верхнюю десятку чарта. По состоянию на январь 2013 года, в США было продано больше 6 млн копий сингла.
В России Swedish House Mafia исполнила этот сингл во время выступления в Москве 15 декабря 2012 года.

## Клип
В основе клипа был заложен видеоряд из выступления Swedish House Mafia на фестивале Milton Keynes Bowl, который прошёл 14 июля 2012 года в Милтон-Кинс, Бакингемшир, Англия. Премьера состоялась 14 сентября 2012 года. На июнь 2023 года количество просмотров на YouTube достигло 915 миллионов.

## Список композиций

### Цифровая дистрибуция
| №  | Название                                   | Длительность |
| -- | ------------------------------------------ | ------------ |
| 1. | «Don't You Worry Child» (Radio Edit)       | 3:32         |
| 2. | «Don't You Worry Child» (Extended Mix)     | 6:43         |
| 3. | «Don't You Worry Child» (Acoustic Version) | 4:17         |
| 4. | «Save the World» (Zedd Remix)              | 6:21         |

### Ремиксы
| №  | Название                                           | Длительность |
| -- | -------------------------------------------------- | ------------ |
| 1. | «Don't You Worry Child» (Tom Staar & Kryder Remix) | 6:20         |
| 2. | «Don't You Worry Child» (Promise Land Remix)       | 5:45         |
| 3. | «Don't You Worry Child» (Joris Voorn Remix)        | 7:03         |

## Чарты
В России вошёл в десятку самых проигрываемых песен на радиостанциях России.
Также в Испании «Don’t You Worry Child» занял первое место хит-параде самых популярных песен Испании.

| Страна/Чарт             | Максимальная позиция |
| ----------------------- | -------------------- |
| Австралия               | 1                    |
| Австрия                 | 5                    |
| Бельгия                 | 4                    |
| UK Singles              | 1                    |
| UK Dance                | 1                    |
| Венесуэла               | 62                   |
| Германия                | 9                    |
| Ирландия                | 2                    |
| Италия                  | 8                    |
| Канада                  | 9                    |
| Нидерланды              | 5                    |
| US Billboard            | 6                    |
| US Pop Singles          | 2                    |
| US Hot Dance Club Songs | 2                    |
| US Adult Pop Songs      | 18                   |
| Швейцария               | 7                    |
| Швеция                  | 1                    |

| Страна         | Статус        | Продажи |
| -------------- | ------------- | ------- |
| Австралия      | 5* Платиновый | 350,000 |
| Австрия        | Золотой       | 15,000  |
| Бельгия        | Золотой       | 15,000  |
| Дания          | Золотой       | 15,000  |
| Италия         | Платиновый    | 30,000  |
| Новая Зеландия | 2* Платиновый | 30,000  |

## Даты релизов
| Регион         | Дата                  | Формат               | Лэйбел  |
| -------------- | --------------------- | -------------------- | ------- |
| Мир            | 14 сентября 2012 года | Цифровая дистрибуция | Polydor |
| Великобритания | 8 октября 2012 года   | Цифровая дистрибуция | Polydor |